# Parada de Lucas
Parada de Lucas o simplement conegut com a Lucas, és un barri en la Zona Nord del municipi de Rio de Janeiro, en l'estat de Rio de Janeiro, al Brasil. És considerat un dels barris més perillosos de la ciutat. Les seves faveles integren el conegut Complexo da Cidade Alta, un conjunt d'onze faveles que també pertanyen al barri veí de Cordovil, en el sub-barri de Cidade Alta: Porto Velho I, Porto Velho II, Vista Mar, Divinéia, Avilã, Serra Pelada, Vila Cambuci, Beira Pica Pau, Cidade Alta, Ministro i Cinco Boques, amb una població de 23.923 habitants.
El seu índex de desenvolupament humà, l'any 2000, era de 0,745, el 117 entre 126 regions analitzades en el municipi de Rio. Limita amb els barris Vigário General, Vista Alegre, Irajá i Cordovil i també amb el municipi de Duque de Caxias.

## Història
El 1931, quan la comunitat va començar a formar-se, només existia un lloc on obtenir aigua neta. Era conegut com a Tres Bicas i fins avui ha mantingut aquest nom. Moltes persones travessaven l'Avinguda Brasil per a anar a buscar aigua allà i portar-la fins a les seves cases.
El nom del barri s'origina de la fusió del nom d'un propietari de terres de la regió - Lucas - amb l'existència d'una estació de tren, inaugurada el 1949. No se sap exactament com i quan l'immigrant portuguès José Lucas de Almeida,"el Lucas", va anar a parar a aquella regió que formava part de les sesmarias d'Irajá. Amb la construcció del nou ferrocarril que connectaria el Centre de l'antic estat de Guanabara fins a Raiz da Serra, va aparèixer el nom del barri actual, quan José Lucas de Almeida va demanar fer una parada en les seves terres per que els petits propietaris de la regió poguessin carregar les seves mercaderies. D'aquí ve el nom "Parada de Lucas", on un petit cobert de fusta servia de abaixador. I a continuació, va arribar l'estació de tren que existeix fins avui dia. A la casa de Lucas estava situada l'Empresa d'autobús Caprichosa, on existia una gran plantació de cols portugueses, segon relaten els habitants més antics del barri.
Com a catòlic, va construir una capella amb el nom de la santa de la seva devoció i aquell lloc del barri és conegut com el "Morro da Capela”, on també existia una escola primària i una escola de samba, la "Unidos da Capela", campiona del carnaval de Rio el 1950 i 1960. Amb la fusió de l'escola de samba Unidos da Capela amb els Aprendizes de Lucas, va néixer el Grêmio Recreativo Escola de Samba Unidos de Lucas.
Amb el desmembrament de les terres, va sorgir el barri, poblat per persones que venien de la Zona Sud i Centre de Rio, persones de l'interior de l'Estat de Rio, i més tard per molts del nord. Però, en l'origen, es podien trobar molts portuguesos, afro-brasilers descendents gairebé directes dels esclaus africans (d'aquí els cultes afros en el barri i la samba), fins i tot molts jueus i persones de l'Orient Mitjà.
La favela o comunitat de Parada va néixer d'un projecte de l'Església Catòlica anomenat Cruzada São Sebastião: algunes cases van ser construïdes però, després, el projecte va ser abandonat i els diners va desaparèixer, i, així, es va donar origen a l'ocupació de l'àrea que continua ocupada fins avui.
Adolpho Bloch va aportar un temps prosperitat per al barri amb la implantació de la gràfica de la Bloch Editores, que va ser la major gràfica d'Amèrica Llatina. Persones il·lustres com el president Juscelino Kubitschek, el metge Christian Barnard i molts altres famosos van visitar el barri a causa de la gràfica.
El barri va ser homenatjat pel cantant Ed Motta, en el seu primer disc, quan encara formava part de la banda Conexao Japeri, el 1988. La música té com a títol el propi nom del barri, Parada de Lucas.

## Cultura
En l'àmbit cultural, el barri té com a principal característica la Samba. La Unidos de Lucas és l'escola de samba que es fa present durant el Carnaval de Rio. Actualment disputa la Serie B del carnaval carioca per la Livres. L'escola de samba acostuma atreure milers de persones durant l'any amb les seves atraccions, principalment durant el Carnaval.
La Parròquia de São Sebastião de Parada de Lucas és també un dels grans atractius del barri. Durant el mes de gener, exactament el dia 20, té lloc la tradicional Festa de São Sebastião que atreu centenars de fidels durant la festa.
Existeix també en el barri l'Espai Cultural Bumba Meu Boi Brilho De Lucas. Grup folklòric tradicional que tots els anys, en el període de Festa junina, organitza la seva festa i la seva presentació de Bumba meu boi.

## Criminalitat
Actualment la comunitat en el barri és controlada per la facció Terceiro Comando Puro. Constantment hi ha conflictes amb la comunitat de Cidade Alta. En el passat la comunitat de Lucas disputava amb la comunitat de Vigário Geral, veïna del barri, no obstant això, avui en dia és ocupada per la mateixa facció Terceiro Comando Puro. D'aquesta manera les comunitats de Parada de Lucas i Vigário Geral es van unir en una, coneguda com a Parada Geral. Hi ha encara una àrea d'influencia de milicians, però l'actuació es dona fora dels límits de la comunitat.